# Ioan Vieru (athlétisme)
Ioan Lucian Vieru (né le 4 janvier 1979) est un athlète roumain, spécialiste du 400 m.
Il remporte la médaille de bronze lors des Championnats d'Europe en salle de 2002 et lors de ceux de 2009. Son meilleur temps, record national, est de 45 s 60, obtenu à Longeville-lès-Metz en juillet 2006.